# UASB-reactor
Een UASB-reactor (Upflow Anaerobic Sludge Blanket Reactor) is reactor voor anaerobe waterzuivering die in Nederland is ontwikkeld.
De reactor bestaat uit een enkelvoudige tank die gevuld is met in korrels groeiende anaerobe bacteriën. Deze korrels ontstaan door de opwaartse stroming van het binnenkomende water en het opstijgen van biogas bellen. Deze stromingsrichting maakt het mogelijk het materiaal te mengen zonder mechanische hulpmiddelen. Boven in de reactor hangen lamellen om het water, gas en slib van elkaar te scheiden. In het bovenste deel van de reactor worden gezuiverd water, slibdeeltjes en biogas van elkaar gescheiden. Deze techniek is vooral geschikt voor  relatief warm afvalwater omdat anaerobe bacteriën het best functioneren bij temperaturen tussen de 35 en 38 graden Celsius. Er wordt vooral organische stof (CZV) afgebroken en nauwelijks stikstof of fosfaat mee verwijderd.  Typische loading rates voor een UASB; 5 – 15kg CZV/m3/day. De UASB is atmosferisch waardoor er vaak problemen zijn qua geur en corrosie.
Tweede generatie UASB-reactoren, de EGSB (Expended Granule Sludge Blanket) reactor - dit is een enkellaags hoogbelast systeem - met enkel 1 settlerlaag. De opstroomsnelheden zijn vele malen hoger als in UASB waardoor de 'volwassen' korrels in het systeem blijven, 'baby' korrels spoelen vaak uit.  Typische loading rates voor een EGSB; 15 - 30kg CZV/m3/day. De EGSB is een grotendeels gesloten systeem - hierdoor geen/weinig kans op corrosie of geuroverlast.
Derde generatie UASB- reactoren, de ECSB reactor - dit is een dubbellaags hoogbelast systeem - met 2 settlerlagen. De opstroomsnelheden zijn hoog onder de eerste settlerlaag, en laag onder de tweede settlerlaag - hierdoor blijven zowel de 'volwassen' als de 'baby' korrels in het systeem - wat rendeert in een grotere netto groei van korrelslib. Typische loading rates voor een ECSB; 15 - 35kg CZV/m3/day. De ECSB is een gesloten systeem - hierdoor geen kans op corrosie of geuroverlast.